# Synodontis resupinatus
Synodontis resupinatus är en afrikansk, afrotropisk fiskart i ordningen Malartade fiskar som lever i Kamerun, Mali och Nigeria. Den är främst nattaktiv. Denna fisk kan bli upp till 26 cm och lever i cirka fem år.